# Metachrostis deserta
Metachrostis deserta là một loài bướm đêm trong họ Erebidae.